# Dicliptera congesta
Dicliptera congesta är en akantusväxtart som beskrevs av Carl Sigismund Kunth. Dicliptera congesta ingår i släktet Dicliptera och familjen akantusväxter. Inga underarter finns listade i Catalogue of Life.